# Бжостек (Сілезьке воєводство)
Бжостек (пол. Brzostek) — село в Польщі, у гміні Щекоцини Заверцянського повіту Сілезького воєводства.
Населення — 116 осіб (2011).
У 1975-1998 роках село належало до Ченстоховського воєводства.

## Демографія
Демографічна структура станом на 31 березня 2011 року:
|          | Загалом | Допрацездатний вік | Працездатний вік | Постпрацездатний вік |
| -------- | ------- | ------------------ | ---------------- | -------------------- |
| Чоловіки | 65      | 9                  | 42               | 14                   |
| Жінки    | 51      | 7                  | 23               | 21                   |
| Разом    | 116     | 16                 | 65               | 35                   |